# Ramtek
Ramtek è una città dell'India di 22.517 abitanti, situata nel distretto di Nagpur, nello stato federato del Maharashtra. In base al numero di abitanti la città rientra nella classe III (da 20.000 a 49.999 persone).

## Geografia fisica
La città è situata a 21° 23' 60 N e 79° 19' 60 E e ha un'altitudine di 344 m s.l.m..

## Società

### Evoluzione demografica
Al censimento del 2001 la popolazione di Ramtek assommava a 22.517 persone, delle quali 11.537 maschi e 10.980 femmine. I bambini di età inferiore o uguale ai sei anni assommavano a 2.762, dei quali 1.383 maschi e 1.379 femmine. Infine, coloro che erano in grado di saper almeno leggere e scrivere erano 16.912, dei quali 9.437 maschi e 7.475 femmine.